# Massimo Minetti
Massimo Minetti (Genova, 11 aprile 1978) è un calciatore italiano, di ruolo attaccante dell'Alta Val D'Orba.

## Carriera
Ha esordito in Serie A il 16 febbraio 1997 in Reggiana-Parma 0-0.
Si è trasformato nel corso della sua carriera da attaccante in centrocampista offensivo.
Nella stagione 2006/2007 in Serie A col Messina è stato poco utilizzato, così nel calciomercato di gennaio 2008 è stato ceduto a titolo definitivo al Verona in serie C, dove riesce a dimostrare grande classe e abilità, mettendo a segno, in poche presenze, 2 gol, in una squadra che avrà il peggior attacco del suo campionato. Dal gennaio 2009 milita nelle file del Como, compagine lombarda della Seconda Divisione girone A, ma a fine campionato non gli viene rinnovato il contratto.
Nel novembre 2009 firma un contratto con il Masone, squadra dell'entroterra genovese all'epoca militante in Seconda Categoria ma che Minetti contribuisce subito a portare in Prima Categoria.
Nell'estate del 2012 scende di nuovo di categoria, tornando in Seconda, andando a giocare per i "rivali" della Rossiglionese.
Nell'estate del 2014 firma per la pro Molare società che milita nel girone H di prima categoria piemontese. Lascia la squadra nei primi di dicembre e ritorna al Masone. Nel 2017 ritorna alla Rossiglionese.
In carriera ha totalizzato 16 presenze ed una rete in Serie A e 39 presenze in Serie B.